# Kurt Dittel
Kurt Dittel (Lebensdaten unbekannt) war ein deutscher Fußballspieler.

## Karriere

### Vereine
Dittel gehörte dem Leipziger BC 1893 an, für den er in den vom Verband Mitteldeutscher Ballspiel-Vereine organisierten Meisterschaften die Saison 1908/09 als Stürmer in der Abteilung I im Gau I – Nordwestsachsen, eine von sieben Gauen als regional höchste Spielklasse, Punktspiele bestritt; die Saison schloss seine Mannschaft als Drittplatzierter von fünf Mannschaften ab.

### Auswahlmannschaft
Als Spieler der Auswahlmannschaft des Verbandes Mitteldeutscher Ballspiel-Vereine nahm er am Wettbewerb um den Kronprinzenpokal teil. Nach Siegen im Viertel- und Halbfinale gelangte seine Mannschaft ins Finale. In diesem am 18. April 1909 auf dem Viktoria-Platz in Berlin eingesetzt, gewann er mit seiner Mannschaft die Begegnung mit der Auswahlmannschaft des Verbandes Berliner Ballspielvereine mit 3:1.

## Erfolge
- Kronprinzenpokal-Sieger 1909